# Bock
La Bock (també anomenada Bockbier o Starkbier) és un estil de cervesa alemany amb un fort caràcter maltós (marcat per les maltes Múnic i Viena) i amb una llupolització molt menys destacada sobretot a l'aroma. Sovint se la considera una cervesa indicada per a ocasions i celebracions especials.

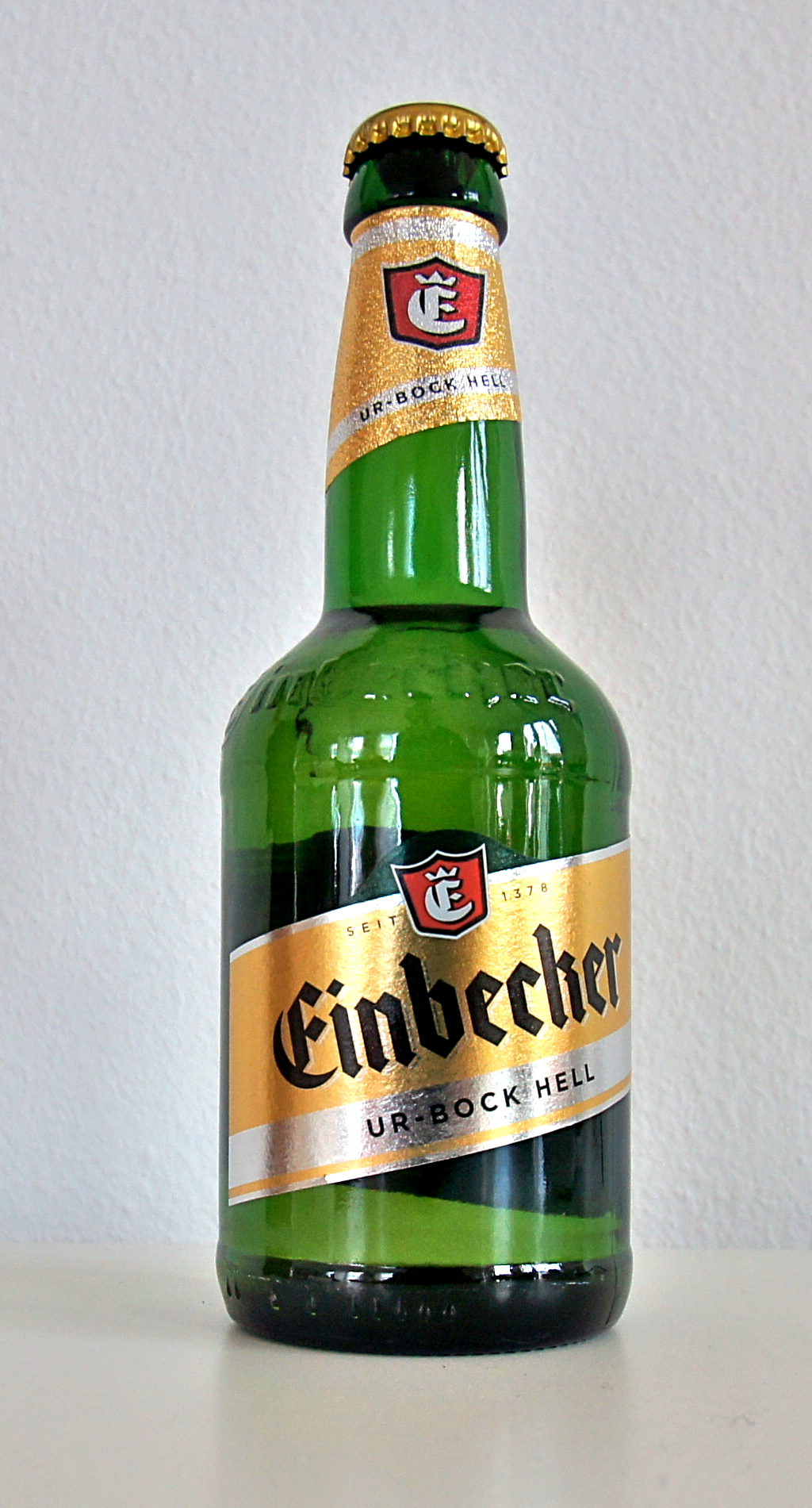
Ur-Bock de l'Einbecker Brauhaus

Té els seus orígens a la petita ciutat hanseàtica d'Einbeck a la qual 700 cases tenien el dret de fabricar cervesa a l'alta edat mitjana. El primer esment escrit d'activitat cervesera data del 1351. Les cerveses originals eren de fermentació alta de malt de blat i d'ordi. La seva graduació alcohòlica superior permetia una conservació prolongada i doncs l'exportació, el que va contribuir a la seva reputació molt enllà de les fronteres de la Baixa Saxònia.

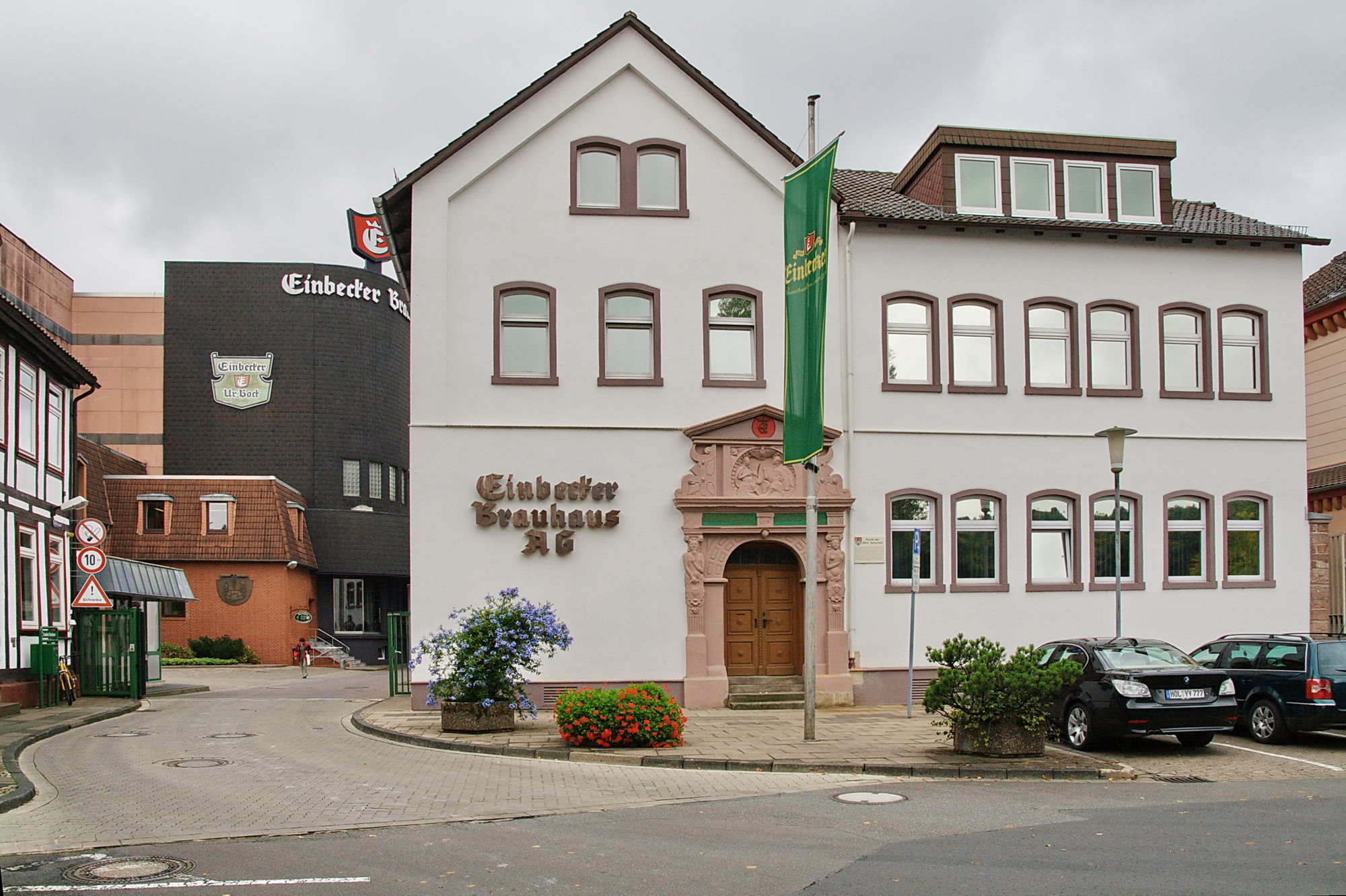
La fàbrica de cervesa de lUr-Bock (Bock original) a Einbeck

El 1614, els ducs de la casa dels Wittelsbach de Baviera van contractar Elias Pichler, un mestre cerveser d'Einbeck per a treballar al Hofbräuhaus, la fàbrica de cervesa de la cort, creada el 1573. El mot ein Einbecker (una cervesa d'Einbeck) va transformar-se al dialecte bavarès a Ain Ainpöckisch i l'ús va suprimir el doble ain (= ú) per fer-ne ain Bock, com que els bavaresos no comprenien l'arrel baix alemany bek que significa rierol. L'etimologia popular va associar el nom amb Bock, l'alt alemany per a boc, el que explica la presència d'aquest animal dibuixat a l'etiqueta de moltes bocks bavareses.
La cervesa bock tradicional constitueix en si mateix un estil però al mateix temps és l'origen d'altres estils derivats com ara el Maibock (Bock de maig), helles bock (Bock clar), el Doppelbock o l'Eisbock.